# Dechen Shak-Dagsay

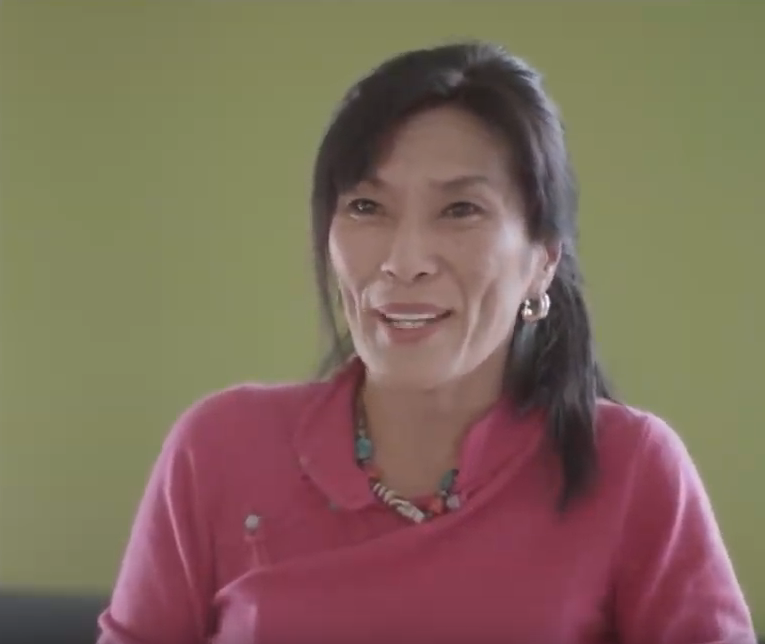
Dechen Shak-Dagsay

Dechen Shak-Dagsay (* 1959 in Kathmandu, Nepal) ist eine Schweizer Mantra-Sängerin tibetischer Abstammung.

## Biographie
Dechen Shak-Dagsay ist die älteste von drei Töchtern des tibetischen Trülku Dagsay Rinpoche. Sie wurde im nepalesischen Kathmandu geboren, wo ihre Familie Zwischenstation machte, nachdem sie nach dem Tibetaufstand 1959 Tibet in Richtung Indien verlassen hatte. Im Alter von drei Jahren kam sie mit ihrer Familie in die Schweiz, wo sie seither lebt (siehe: Tibeter in der Schweiz). Traditionellen tibetischen Gesang und Tanz erlernte sie schon in ihrer Kindheit. Seit 1998 ist die Sängerin unter Vertrag bei Polyglobe Music Austria und veröffentlichte dort bisher 5 CDs und 4 DVDs. 2004 lizenzierte New Earth Records drei Alben der Sängerin für den amerikanischen Markt. 2005 gab sie ihre Arbeit in der Marketing-Abteilung eines internationalen Unternehmens auf, um sich voll auf ihre Musik zu konzentrieren. 2007 erhielt das Album Tara Devi den Tibetan Music Award als bestes spirituelles Album des Jahres.
Dechen Shak-Dagsay ist mit einem tibetischen Naturheilpraktiker verheiratet und hat zwei erwachsene Töchter.

## Diskografie
- 1999 – Dewa Che. The Universal Healing Power of Tibetan Mantras. CD Polyglobe Music 19920
- 2002 – Shi De. A Call For World Peace. CD Polyglobe Music 10222
- 2004 – Dcham Sem. Inner peace through the power of compassion. CD Polyglobe Music 10405
- 2006 – Tara Devi. Inner journey toward ultimate happyness. CD Polyglobe Music 10601
- 2007 – Spirit of Compassion. The power of tibetan mantras – The Best of. CD Polyglobe Music 10821
- 2009 – A Call for Worldpeace. A Two Track Live Recording
- 2009 – Dechen Shak-Dagsay & Andreas Vollenweider. Single
- 2009 – Bodhicitta. Single
- 2009 – Beyond. Buddhist and Christian Prayers. Tina Turner mit Dechen Shak-Dagsay und Regula Curti
- 2010 – Jewel
- 2011 – Children Beyond. Tina Turner mit Dechen Shak-Dagsay und Regula Curti
- 2014 – Love Within – Beyond. Tina Turner mit Dechen Shak-Dagsay, Regula Curti und Sawani Shende-Sathaye
- 2015 – Day Tomorrow

Videoalben: Praxis der tibetischen Meditation mit Dechen Shak-Dagsay
- Die Elemente. DVD 1. Polyglobe Music&Media 40510
- Lebensqualität. DVD 2. Polyglobe Music&Media 40511
- Innerer Frieden. DVD 3. Polyglobe Music&Media 40512

Dokumentarfilm
- Daheim in zwei Welten. SRF-3sat. Polyglobe Music&Media 40710